# Мария Брабантска (Савоя)
Вижте пояснителната страница за други личности с името Мария Брабантска.
Мария Брабантска (на френски: Marie de Brabant), * ок. 1278, † 2 ноември 1338) от рода на Регинаридите, е савойска графиня и майка на византийската императрица Анна Савойска.

## Произход
Тя е втората дъщеря на херцог Жан I Брабантски и Маргарета Дампиер-Фландърска. Сестра е на херцог Жан II и Маргарета, която през 1292 г. се омъжва за бъдещия римско-немски крал Хайнрих VII Люксембургски и през 1309 г. става римско-немска кралиица.

## Фамилия
През 1297 г., на 17 години, Мария се омъжва за савойския граф Амадей V Велики (1252 – 1323). Тя е неговата втора съпруга. Те имат 4 дъщери:
- Мария (1298 – 1334), ∞ 1309 на 11 години за Хуго, барон на Фокини (Дом Ла Тур-дьо-Пен)
- Катарина (1297/1304 – 1336), ∞ 1315 за херцог Леополд I от Австрия
- Джована (1306 – 1359), ∞ 1325 г. втора съпруга на император Андроник III Палеолог
- Беатрис (1310 – 1331), ∞ 1328 за херцог Хайнрих от Каринтия